# Christine Singer

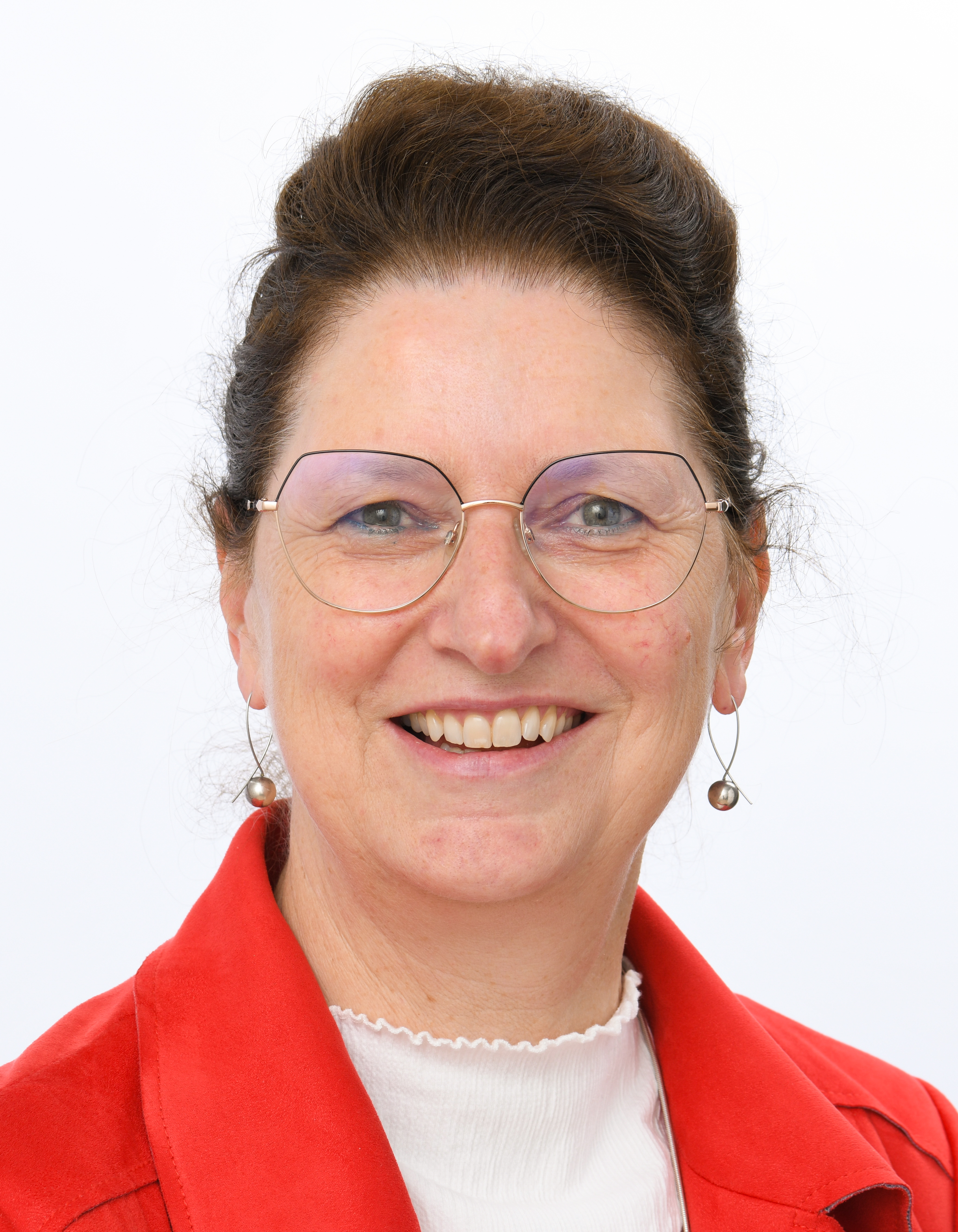
Christine Singer (2024)

Christine Singer (* 24. Juli 1965 in Weilheim in Oberbayern) ist eine deutsche Politikerin (Freie Wähler) und Landwirtin. Bei der Europawahl 2024 erhielt sie ein Mandat im  zehnten Europäischen Parlament.

## Leben
Christine Singer absolvierte zunächst eine Ausbildung zur Hauswirtschaftsmeisterin.
Nach einer Verbandskarriere als Ortsbäuerin (1997 bis 2022), Kreisbäuerin (seit 2007) und Bezirksbäuerin (seit 2012) amtiert sie seit 2022 als Landesbäuerin (Vorsitzende des Landesbauernverbands im Bayerischen Bauernverband).
Von 2002 bis 2008 gehörte sie dem Gemeinderat von Garmisch-Partenkirchen an, seit 2008 dem Kreistag im Landkreis Garmisch-Partenkirchen.
Bei der Europawahl 2024 wurde Singer als Spitzenkandidatin der Freien Wähler ins Europäische Parlament gewählt.